# Synagoge (Kutaissi)

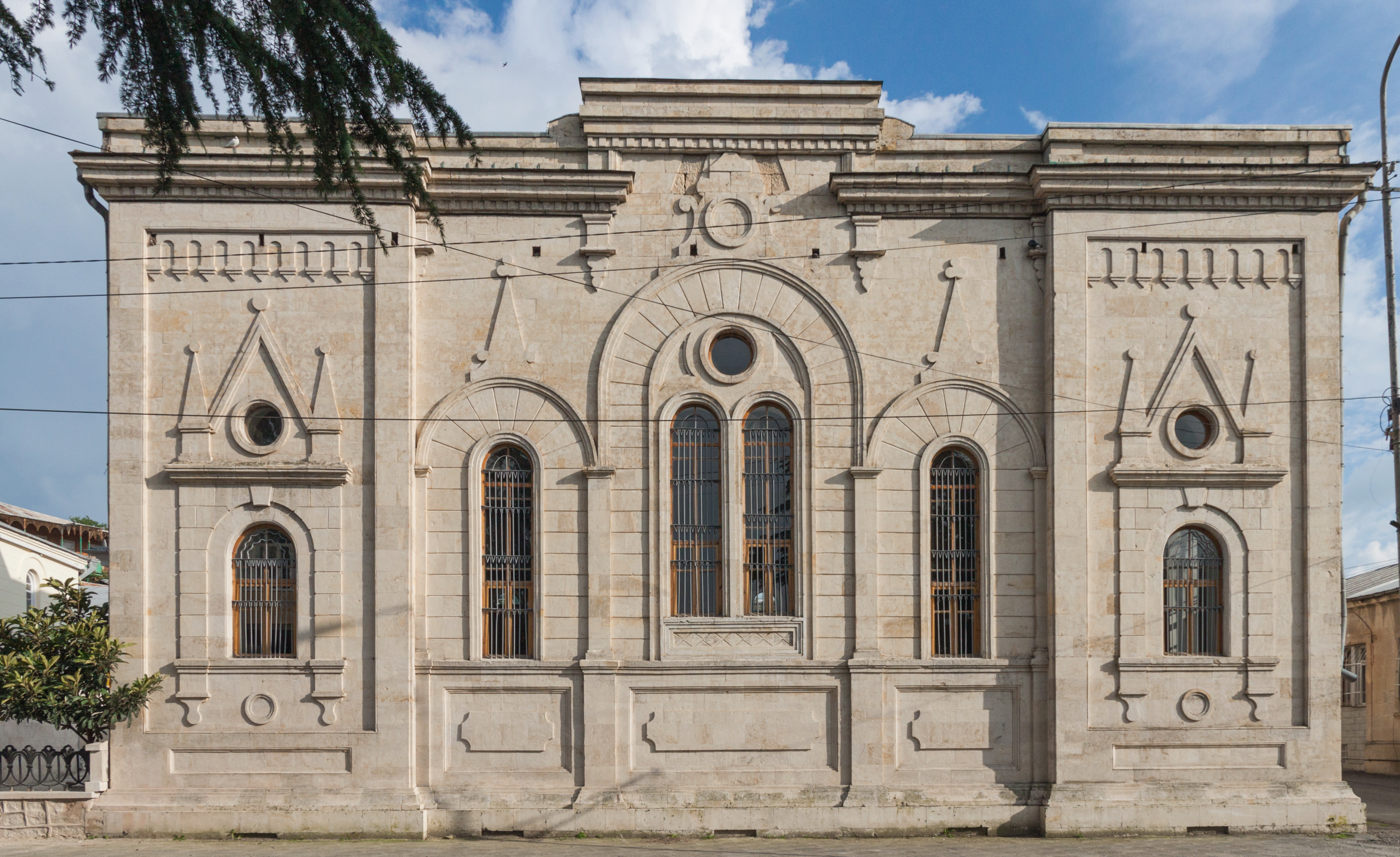
Nordseite der Synagoge in Kutaissi

Die Synagoge in Kutaissi, der Hauptstadt der Region Imeretien in Georgien, wurde 1885/86 für die Gemeinde georgischer Juden in der Stadt errichtet.
Die Synagoge in der Gaponov-Straße 57–59 ist ein geschütztes Kulturdenkmal.